# Slivno (Horvátország)
Slivno község Horvátországban, Dubrovnik-Neretva megyében.

## Fekvése
Makarskától légvonalban 52, közúton 69 km-re délkeletre, Pločétől légvonalban 10, közúton 17 km-re délkeletre a Neretva völgyének alsó részén, a Kis-Neretva bal partján fekszik. A község legmagasabb pontja az 563 méter magas Daska. A község területe három részre osztható. Az első egy alacsonyan fekvő terület a Neretva deltavidékének a része, melyet a Kis-Neretva bal partja határol. A folyó deltavidékét homokzátonyok és kisebb folyóágak tarkítják és amely terület mára már nagyrészt meliorált, így alkalmassá tették a mezőgazdasági művelésre. Ezen a területen ma is intenzív mezőgazdasági termelés folyik. A második a község 22 kilométer hosszúságú, a Kis-Neretva és a Moračna-öböl közötti, számos öböllel, kis félszigettel és szigetecskével tagolt tengerparti övezete, melynek jelentőségét a turizmus adja. A harmadik rész egy gondosan megőrzött, természeti értékekben gazdag terület a maga növény- és állatvilágával.

## A község települései
Közigazgatásilag Blace, Duba, Duboka, Klek, Komarna, Kremena, Lovorje, Lučina, Mihalj, Otok, Pižinovac, Podgradina, Raba, Slivno Ravno, Trn, Tuštevac, Vlaka és Zavala települések tartoznak hozzá. A község központi települése Vlaka.

## Története
A község nevét az azonos nevű félszigetről kapta, melynek jelentése vízgyűjtő. A név onnan származik, hogy a sík vidéket határoló hegyekről (északról a Kos, délről a Pozvizd, nyugatról a Jastrebova glavica) nagyobb esők alkalmával a tengerpart és a Neretva irányában lezúduló víz rendre elárasztotta ezt a területet, mely sokáig nem is volt alkalmas az emberi letelepedésre. Az ember a mocsaras terület szélein levő magaslatokon hozott létre településeket. A térség legtöbb települése csak a 20. században, különösen a II. világháború után  kezdett benépesülni, amikor a vízszabályozási munkák e területet művelésre alkalmassá tették. Ezzel párhuzamosan a magaslati települések kiürültek, a tenger és a Kis-Neretva mellett pedig újak keletkeztek.
A magasabban fekvő területek már ősidők óta lakottak voltak, melyet az itt található illír vármaradványok és halomsírok is bizonyítanak. A rómaiak településének maradványait, sírokat, sírköveket és egyéb tárgyakat Lovorje területén tárták fel. Néhány szakember Lovorjét az ókori forrásokban is szereplő Laureatae településsel és erődjével azonosítja. A horvátok őseinek érkezése után a 8. századtól ez a terület a Ston székhelyű zahumi kenézséghez tartozott. Első írásos említésével csak 1358-ban találkozunk. A néhány helyen található sok középkori sírkőből arra következtethetünk, hogy a késő középkorban a mai község több területe is sűrűn lakott volt. Nagyobb középkori temető maradványa található Provići település felett, ahol a 19. század második felében 98, részben díszített sírkövet találtak. 1392-ben említik Lovorika (a mai Lovorja) kikötőjét. Szintén a 14. században szerepel írott forrásban Klek, mint sókereskedelem helyszíne, valamint a Neretva torkolata előtti kis Osinj-sziget. Slivno már 1490 előtt török uralom alá került, a törökök a Klek nevű magaslaton felépítették Kulina várát. A török uralom több mint kétszáz évig tartott,  a velenceiek 1689-ben foglalták el a várat, melyet rögtön meg is erősítettek. 1691-ben Kulina új nevet kapott. A Smrdan nevet azért adták neki, mert 1691-ben a Vule Nonković vezette velencei sereg itt mért nagy vereséget a törökre. A rengeteg temetetlen emberi és lótetem olyan elviselhetetlen bűzt árasztott, hogy a nép a várat átkeresztelte smrdanra, azaz büdösre.
A török alóli felszabadítás után két hullámban a szomszédos Hercegovinából érkezett horvát ajkú lakosság telepedett itt le. Az első telepesek már 1686-ban megérkeztek és legelőször Opuzen környékét népesítették be. Slivno felszabadítása után népesültek be a slivnoi falvak. A második nagyobb hullám az ún. kis háború (1714-1718) idején érkezett. Már rögtön a felszabadulás után 1689-ben megalapították a slivno ravnoi plébániát. A nép magával hozta szentjeinek tiszteletét is. A velencei uralomnak 1797-ben vége szakadt és osztrák csapatok vonultak be Dalmáciába. 1806-ban az osztrákokat legyőző franciák uralma alá került, de Napóleon lipcsei veresége után 1813-ban újra az osztrákoké lett. A községnek 1857-ben 1107, 1910-ben 2247 lakosa volt. 1918-ban az új szerb-horvát-szlovén állam, majd később Jugoszlávia része lett. A második világháború idején a Független Horvát Állam része volt. A háború után a szocialista Jugoszlávia része lett. Megindult a terület meliorációja, mely még ma sem fejeződött be teljesen. A mocsártól visszahódított területen intenzív mezőgazdasági művelés folyik, főként mandarin, szőlő, füge és olajfaültetvények találhatók. A Kis-Neretva és a tengerpart mentén több új település is létrejött, miközben a régi, magasabban fekvő települések kiürültek. A községnek 2011-ben 1999 lakosa volt, akik főként a mezőgazdaságból éltek.

## Népesség
| Lakosság változása | Lakosság változása | Lakosság változása | Lakosság változása | Lakosság változása | Lakosság változása | Lakosság változása | Lakosság változása | Lakosság változása | Lakosság változása | Lakosság változása | Lakosság változása | Lakosság változása | Lakosság változása | Lakosság változása | Lakosság változása | Lakosság változása |
| ------------------ | ------------------ | ------------------ | ------------------ | ------------------ | ------------------ | ------------------ | ------------------ | ------------------ | ------------------ | ------------------ | ------------------ | ------------------ | ------------------ | ------------------ | ------------------ | ------------------ |
| 1857               | 1869               | 1880               | 1890               | 1900               | 1910               | 1921               | 1931               | 1948               | 1953               | 1961               | 1971               | 1981               | 1991               | 2001               | 2011               | 2021               |
| 1.107              | 1.272              | 1.427              | 1.641              | 1.887              | 2.247              | 2.194              | 2.437              | 2.659              | 2.656              | 2.580              | 2.110              | 1.838              | 1.665              | 2.078              | 1.999              | 2.046              |

## Nevezetességei
- Slivno Ravno Szent István első vértanú tiszteletére szentelt plébániatemploma 1896-ban épült. Felszentelését 1904-ben Marčelić dubrovniki püspök végezte. A templom szabályosan faragott kövekből épült. A főbejárat felett háromszögű timpanon látható kőkereszttel, a homlokzat közepén feliratos kőtábla, felette pedig lunetta látható. A homlokzat felett három harang számára kialakított nyitott harangtorony áll. A főoltár a spliti Pavao Bilinić mester munkája 1901-ből. Carrarai márványból készült Emil Vecchietti tervei szerint. A mellékoltárok a Szeplőtelen fogantatás, valamint Szent Cirill és Metód tiszteletére vannak szentelve. Mindkettő tiroli munka, 1906-ban készült. A templomot 1982-ben megújították. A templom építése előtt a régi templomot lebontották. Ebből az épületből csak a 14.-15. századi szentély maradt mag, melyet halottasházzá alakítottak át.
- Raba falu Páduai Szent Antal tiszteletére szentelt temploma 1700 körül épült. A mai Szent Antal szobor 1903-ban került a templomba. 1914-ben egy Szent József oltárt is emeltek, rajta a szent szobrával, de ezt 1977-ben helyszűke miatt megszüntették. 1925-ben a régi harangtornyot lebontották és ekkor készült a mai beton harangtorony, mely azonban nincsen összhangban a kőépülettel. Ma ezen át lehet bejutni a templomba.
- A blacei Keresztelő Szent János templomot Blace és Val között a tengerparton építették 1911-ben. Homlokzata felett három harang számára kialakított nyitott harangtorony áll. 1968-ban rossz állapota miatt a régi harangtornyot lebontották és ekkor épült a ma is látható torony. Mivel közel van a tengerhez a só többször kikezdte a falakat, ezért többször javítani kellett. Fából faragott oltára tiroli munka.

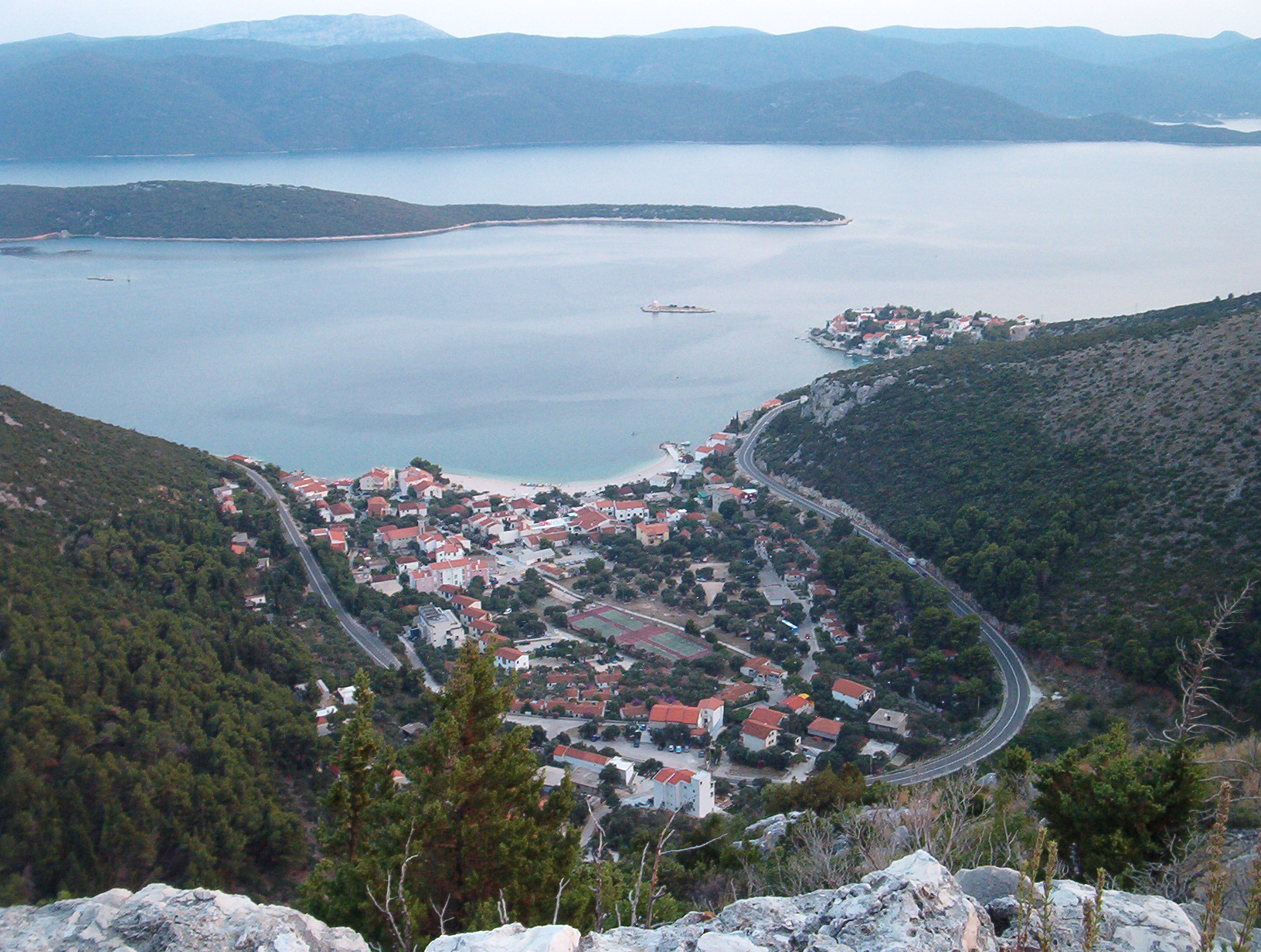
Klek látképe északról.

- A kleki Szent Péter és Pál templom új épület. Az 1965-ben kialakított turistatelep közelében egy kápolna helyén épült, melyet 1968-ban családi házként építettek. Az akkori kommunista hatóságok ugyanis nem engedélyezték ide templom építését. Ezért az akkori plébános Mate Kaleb atya Franić érsekkel egyetértésben úgy döntött, hogy Matija Prović telkére családi házként építi meg. Az építés után a tulajdonos egyszerűen az egyháznak ajándékozta, amely kápolnát alakított ki benne. Berendezése egyszerű egy szembemiséző oltárral és egy Szent Péter szoborral, mely Viktor Konjedič szobrászművész munkája.
- A Gyógyító boldogasszony templomot 1990-ben építették az új Vlak településen Josip Sponar Muth tervei szerint. Belső terét Marina Hren tervezte. Az építés 1983-tól 1990-ig tartott, felszentelése 1990. július 1-jén történt. Földszintjén a plébániahivatal és a pasztorális helyiségek, felül pedig a templom található. A helyén korábban egy ugyanilyen titulusú kápolna volt. A földszintes házat 1963-ban vásárolta az egyház és kápolnának rendezte be azok részére, akik elhagyták régi hegyi településeiket és a Kis-Neretva partján telepedtek le. 1966-ban a kápolnára emeletet húztak és itt volt a plébániahivatal egészen 1989-ig, amikor a mai templom építése előtt lebontották.
- A Kis-Neretva torkolata előtt található az Osinj-sziget a Keresztelő Szent János templommal. A templom valószínűleg a 13. vagy a 14. században épült gótikus stílusban egy 5. vagy 6. századi ókeresztény templom helyére. A középkorban valószínűleg bencés kolostor állt itt, melyet a bencés szerzetesek elhagytak. A ferencesek miután a török lerombolta ljubuški kolostorukat 1563 körül ide menekültek. A templomot 1574-ben említik. A ferencesek a 16. század végén hagyták el a kolostort és a templomot, amikor a törökök meggyilkolták Petar Grupković rendfőnököt. A török uralom alóli felszabadulás után a templom a Nonković család családi temetkezőhelyéül szolgált. Miután felépült a blacei Keresztelő Szent János templom ezt a templomot elhagyták és az idő vasfoga pusztította. 1978-ban akkori tulajdonosa Jakov Nonković a Legszentebb Megváltóról nevezett spliti ferences rendtartománynak adta. Felújítása után az érsekség és a ferences tartomány közötti egyezmény keretében a slivno ravnoi plébániának adták. Ma csak augusztus utolsó vasárnapján mondanak misét benne.
- A gradi Nagyboldogasszony templom a 18. században a török uralom alóli felszabadulás után épült. A régi dokumentumok még Szent Rókus templomként említik, ez alapján úgy tűnik, hogy többször is felszentelték, utoljára 1927-ben. Az oldalfalakon két íves ablak, a homlokzat közepén kereszttel díszített körablak látható. Felette három harangszámára kialakított nyitott harangtorony található. Oltárán melyet 1907-ben Tirolban vásároltak a Nagyboldogasszony bizánci stílusú képe látható. A képhez Nagyboldogasszony ünnepén mezítláb zarándokolnak a hívek. 1779-ben Fabijan Blašković makarskai püspök csodatevő képpé nyilvánította. A templomban évente kétszer, Szent Rókus és Nagyboldogasszony ünnepén mondanak misét.
- A Jastreba glavicán álló Szent Liberan templom elődjét 1858-ban fogadalmi kápolnaként építették, miután az előző évben Slivnon kolera pusztított. Szent Liberan képét Veronában vásárolták és egykor a plébániatemplomban őrizték, ahonnan 1860-ban hozták át az újonnan épített kápolnába. 1908-ban a kápolnát lebontották és a helyére építették a mai templomot. A homlokzat tetején kezdetben csak kis harangtorony volt egy haranggal. A harangot és a márvány oltárt a Szent István plébániatemplomból hozták át. A II. világháborúban megsérült és 1955-ben állították helyre. Ekkor építették a templom új harangtornyát, mely 1925-ig a rabai Szent Antal templomon állt. 2003-ban a templom új oltárt és padokat kapott, az oltárképet és a két angyalszobrot pedig restaurálták. A templomot 2003-ban Remete Szent Antal ünnepén szentelték fel újra. Ma évente háromszor, Szent Liberán, Remete Szent Antal és a Szent Őrangyalok ünnepén mondanak misét benne.
- A kremenai Szent Balázs kápolnát családi kápolnaként építtette Mate Bjeliš az I. világháború után. Homlokzata felett három harang számára kialakított harangtorony található.
- A zavalai Szent Alajos kápolnát Zavala lakói építették az I. világháború után. Homlokzata felett egy harang számára kialakított harangtorony található. A II. világháború után kommunista bérencek a Szent Alajos képet összetörték.
- Opuzen közelében Podgradina település felett találhatók Brštanik középkori várának maradványai. Brštanikot a 13. században építették egy római erőd alapfalain. 1382-ben I. Tvrtko bosnyák király megerősíttette. Ebben az időben a vár alatt vásáros hely és sóraktárak voltak, a folyóparton pedig hajóépítő műhely működött. 1395 után már sem a várat sem a vásáros helyet nem említik a középkori források. A várat 15. században lerombolta a török, de 1686-ban a velenceiek újjáépítették és 1878-ig őrség állomásozott benne. 1886-tól kolerás betegeket ápoltak itt. 1938-ban a vár sajnálatosan leégett, azóta csak a romjai láthatók
- Klek település felett található Smrdan várának romja.[4] A vár északi oldalán található hengeres torony ma is két emelet magasságban áll. Nagyszerű kilátás nyílik innen Klek környékére és a közeli szigetvilágra.

## Gazdaság
A község gazdaságának alapját a mezőgazdaság adja. A II. világháborút követő vízrendezési munkák során nagy területeket hódítottak el a Neretva deltavidékét elfoglaló mocsártól, ahol intenzív mezőgazdasági termelés indult meg. Ezen a területen ma kiterjedt mandarin, szőlő, füge és olajfaültetvények találhatók. A község életében egyre jelentősebb szerepet vállal a turizmus is. Tengerparti települései Blace, Komarna, Duboka, Repić, Radalj, Klek és Moračna számos magánszállással, hétvégi házakkal, festői, csendes tengeröblökkel, homokos strandokkal, sportpályákkal várják a vendégeket.

## Oktatás
A községnek nincsen saját iskolája, a gyermekek az opuzeni városi alapiskolához tartoznak. Az iskolának Blacén egy területi iskolája működik. A blacei iskolát 1908-ban alapították.